# アウター・ロンドン
アウター・ロンドン (英語: Outer London) は、インナー・ロンドンの周りを取り囲むように、輪状に構成されるロンドン自治区のグループに付けられた名称である。1965年にグレーター・ロンドンが設置される以前はカウンティ・オブ・ロンドンに含まれていなかった地域がほとんどであり、唯一の例外はノース・ウーリッジで、カウンティ・オブ・ロンドンに含まれていたが、1965年にニューアム区に編入された。

## 1963年ロンドン政府法による定義
1963年ロンドン政府法による法定上のアウター・ロンドン自治区を以下に示す。
- イーリング区
- インフィールド区
- ウォルサム・フォレスト区
- キングストン・アポン・テムズ区
- クロイドン区
- サットン区
- ニューアム区
- バーキング・アンド・ダゲナム区
- バーネット区
- ハーリンゲイ区
- ハーロウ区
- ハウンズロー区
- ヒリンドン区
- ブレント区
- ブロムリー区
- ヘイヴァリング区
- ベクスリー区
- マートン区
- リッチモンド・アポン・テムズ区
- レッドブリッジ区

## 英国国家統計局による定義
英国国家統計局とセンサスでは、上記の定義とは異なる定義をしている。この定義では、ニューアム区とハーリンゲイ区が除外され（インナー・ロンドンに含める）、代わりにグリニッジ区をアウター・ロンドンに加えている。